# ساكن الحرج دالاستاي
ساكن الحرج دالاستاي (الاسم العلمي: Bebearia dallastai)، نوع فراشات من جنس ساكن الحرج وفصيلة الحورائيات. يوجد في شرق ساحل العاج. يألف الغابات بشكل أساسي.